# Giesolo de Lou
Giesolo de Lou, född 30 april 1994, död 2006, var en fransk varmblodig travhäst som tävlade mellan 1997 och 2002. Han tränades och kördes av sin uppfödare, Jean-Étienne Dubois. Under tävlingskarriären sprang han in 1,8 miljoner euro på 78 starter, varav 40 segrar, 9 andraplatser och 4 tredjeplatser.

## Karriär
Han föddes 30 april 1994 på stuteriet Lou, som drivs av Christian och Gisèle Germain. I september samma år såldes han på Vincennes hästauktion för 240 000 FF (ca. 36 600 euro) och sattes i träning hos Jean-Étienne Dubois. Tidigt i karriären visade Giesolo de Lou tendenser på att något var fel, och efter att man konstaterat testikelproblem, blev han i augusti 1996 valack. Då han blivit valack fick han ej delta i de större franska loppen, t.ex. Critérium des Jeunes och Prix d'Amérique. 
Han tog karriärens största segrar i C.L. Müllers Memorial (1999), Konung Carl XVI Gustafs Silverhäst (1999), Graf Kalman Hunyady Memorial (1999), Finlandialoppet (1999, 2000), Copenhagen Cup (1999), Elite-Rennen (2000), Preis der Besten (2001), Prix des Ducs de Normandie (2000, 2001), Hugo Åbergs Memorial (2001). Han segrade även i storloppsserierna European Grand Circuit (1999) och World Cup Trot (2001). 
Giesolo de Lou avlivades under sommaren 2006 på grund av kolik.